# Alinea
Een alinea is het tekstgedeelte tussen twee inspringingen of tussen twee regels wit, de kleinste eenheid van een tekst die nog uit meerdere zinnen bestaat. De alinea is volgens schrijfadviseur Jan Renkema de belangrijkste bouwsteen van een tekst. Incidenteel kan een alinea ook uit een enkele zin of zelfs uit een woord bestaan, maar alleen ter afwisseling met langere alinea's, bijvoorbeeld om het aanzien van een tekst gevarieerder te maken.

## Structuur
Een alinea bestaat uit enkele zinnen die inhoudelijk met elkaar samenhangen. Schrijfadviseur Jan Renkema onderscheidt piramide-alinea's en trechter-alinea's.
- Een piramide-alinea begint met een algemene mededeling die in de rest van de alinea wordt toegelicht, bijvoorbeeld een standpunt dat vervolgens van argumenten wordt voorzien, of de vermelding van informatie waarvan vervolgens de details worden gegeven: "Typerend voor de tijger is het kleurenpatroon op de vacht. Dit bestaat uit..."
- Bij de trechter-alinea is de volgorde andersom en lopen de argumenten uit op een conclusie. De belangrijkste informatie staat hier dus achteraan de alinea.[1]

## Verband tussen alinea's
Hoewel een alinea een eenheid is, is er uiteraard verband met de omliggende alinea's. Dit verband zal doorgaans uit de volgorde blijken, maar kan ook tot uiting komen door verbindingswoorden te gebruiken die vooruit- of terugwijzen naar andere alinea's of de functie in het betoog aankondigen, zoals tot besluit, ter illustratie. Ook kan een verbindende zin worden ingevoegd om de lezer inzicht in de tekststructuur te geven, zoals: Niet iedereen is het daarmee eens., waarna duidelijk is dat hier de bezwaren tegen het voorstel of het standpunt aan bod zullen komen.
Een reeks alinea's vormt samen een hogere eenheid, zoals een (sub)paragraaf of een hoofdstuk.

## Lengte
Een alinea heeft geen voorgeschreven lengte. Deze hangt doorgaans af van het aantal zinnen en de gemiddelde lengte van een zin. Een goede alinea, aldus de taalkundigen Liesbeth Koenen en Rik Smit, is dus zo lang als nodig is, maar ze raden schrijvers wel aan om lange reeksen heel korte of heel lange alinea's te vermijden.
Alinea's kunnen ter variatie ook uit een zin of zelfs uit een woord bestaan. In het geval van erg lange zinnen kan een alinea uit één zin bestaan zonder dat variatie beoogd is.

## Zichtbaarheid
Een alinea begint altijd op een nieuwe regel. Meestal herkent men het einde van een alinea (visueel) aan de kortere laatste regel ervan (de staartregel). Soms laat men de opening van een alinea inspringen of gebruikt witregels ter onderscheiding. 
Het inspringen van de eerste regel komt vaak voor in boeken, brieven en kranten. Het laten voorafgaan door een lege regel komt meer voor op beeldschermen. Voordeel hiervan is dat de alinea herkenbaar is, ook als de laatste regel van de vorige alinea geheel gevuld is. Een combinatie van inspringen en een witregel kan ook.
Het symbool voor een alinea is ¶ (alineateken).
In een tekstverwerker gebruikt met de Enter- of Return-toets om een nieuwe alinea te beginnen. Bij een schrijfmachine wordt deze toets aan het einde van iedere regel gebruikt, maar het geldt als onjuist om de Enter-toets voor dit doel in een tekstverwerker te gebruiken - een goede tekstverwerker zorgt hier zelf voor een nieuwe regel. In Wikipedia drukt men twee keer op Enter - één keer Enter wordt door Wikipedia genegeerd. In HTML wordt een alinea aangegeven met de <P>-tag  (voor het Engelse 'paragraph', zie hieronder).  
Bij het voorlezen van teksten wordt tussen alinea's een iets grotere pauze aangehouden dan tussen zinnen.
In de praktijk blijkt vaak dat alinea's door tekstverwerkende apparatuur genegeerd worden. Wie zorgvuldig alinea's maakt op een webformulier, zal vaak zien dat de tekst als een ononderbroken reeks zinnen wordt weergegeven. Dit is soms te vermijden door bij het invoeren van de tekst ¶, <br> of <p> te gebruiken.

## Taalverwarring
Een alinea heet in het Engels paragraph. Een paragraaf is iets anders en bestaat uit meerdere alinea's. Paragraaf wordt in het Engels vertaald met section.